# Kościół klasztorny pijarów w Podolińcu

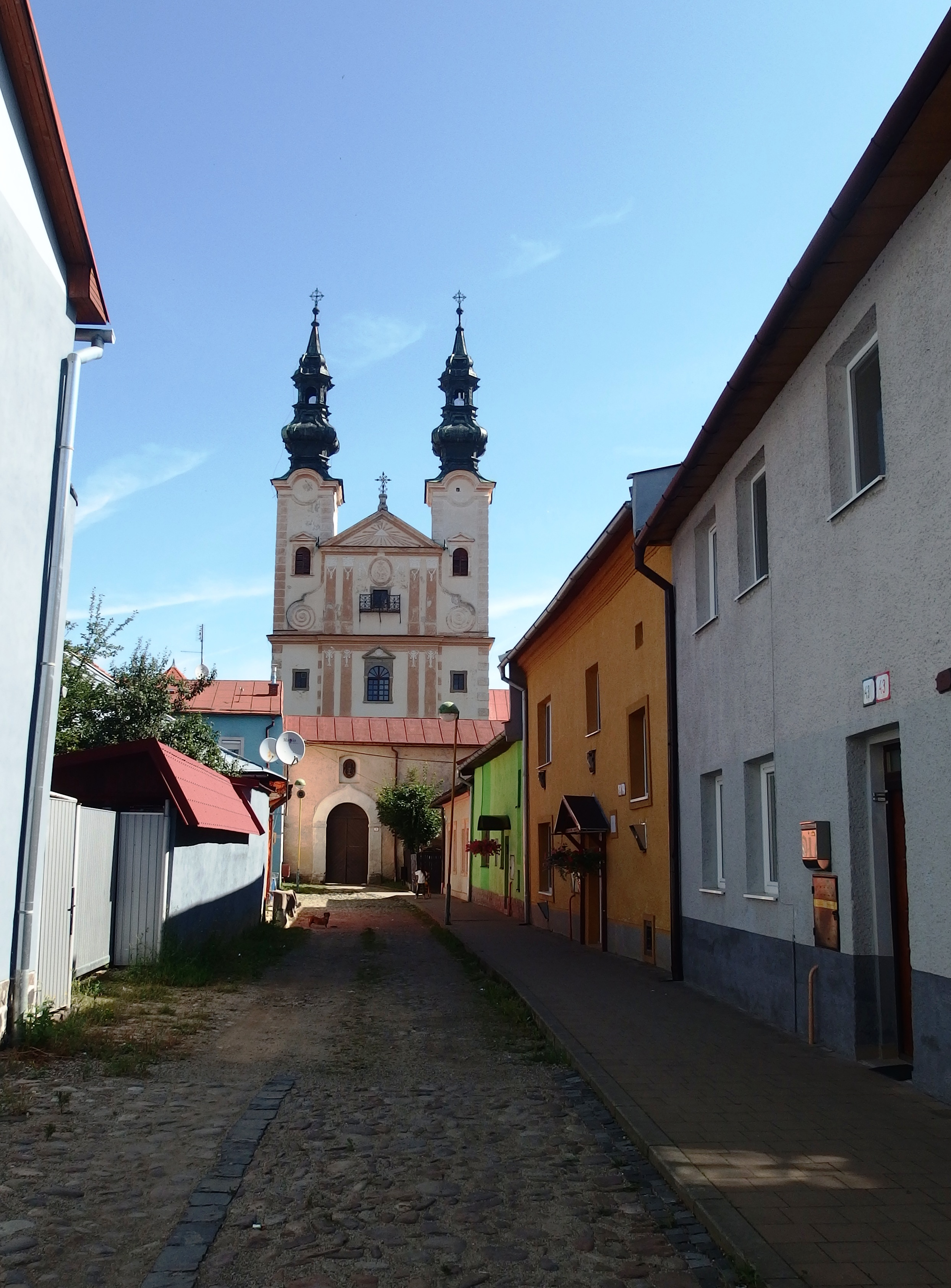
Kościół klasztorny pijarów w Podolińcu

Kościół klasztorny pijarów w Podolińcu – kościół pod wezwaniem św. Stanisława Biskupa, dawniej klasztorny Zakonu Kleryków Regularnych Ubogich Matki Bożej Szkół Pobożnych (pijarów) w Podolińcu w północno-wschodniej Słowacji, na Spiszu.

## Historia
Wzniesiony został wraz z miejscowym klasztorem pijarów w latach 1647–1651 z fundacji księcia Stanisława Lubomirskiego, ówczesnego starosty spiskiego i pana na zamku w niedalekiej Starej Lubowli. Jego budowniczym był wiedeński architekt Poschberger, który projektując fasadę świątyni nawiązał do rozwiązań ze wzniesionego nieco wcześniej kościoła karmelitów w Nowym Wiśniczu.

## Architektura i wyposażenie
Kościół murowany, jednonawowy, bez wyodrębnionego prezbiterium. Nawa zamknięta prostą ścianą, nakryta sklepieniem kolebkowym z lunetami. Od frontu wysoki, trójkątny szczyt flankują dwie symetrycznie usytuowane, kwadratowe, wysokie na 44 m wieże, zwieńczone piętrowymi, barokowymi hełmami z latarniami. Nad wejściem znajduje się obraz przedstawiający św. Stanisława.
W głównym ołtarzu, pochodzącym z 1688 r., znajduje się wysoki na 10 m obraz pochodzący z krakowskiej szkoły Tomasza Dolabelli, ukazujący świętego Stanisława, wskrzeszającego Piotrowina. Obok obrazy, przedstawiające założyciela zakonu pijarów, św. Józefa Kalasantego oraz św. Jana Nepomucena, powyżej – wizerunek św. Jerzego walczącego ze smokiem. Cennym dziełem sztuki jest bogato zdobiona, barokowa ambona. Umieszczone na niej rzeźby przedstawiają czterech ewangelistów i wskrzeszonego Chrystusa. W prezbiterium znajduje się drewniana figura Panny Marii, którą wyrzeźbił w 1951 r. jeden z internowanych przez władze komunistyczne zakonników tutejszego klasztoru. Boczny ołtarz poświęcony jest męczennicy, św. Katarzynie Aleksandryjskiej. W kaplicy po przeciwnej stronie znajduje się ołtarz poświęcony św. Filipowi Neri. Przed nim wizerunek Matki Boskiej Nieustającej Pomocy, malowany na blasze, ozdobiony złotymi koronami. Organy kościelne pochodzą z 1946 r., wykonała je firma Rieger z Karniowa.